# Roland Göhler
Roland Göhler (ur. 26 marca 1943 w Miśni) – niemiecki wioślarz reprezentujący NRD, srebrny medalista olimpijski.

## Kariera
Wystąpił na igrzyskach olimpijskich w Meksyku w 1968, gdzie osada NRD w składzie: Peter Kremtz, Roland Göhler, Manfred Gelpke, Klaus Jacob i Dieter Semetzky (sternik) zdobyła srebrny medal w czwórkach ze sternikiem. W wyścigu finałowym o 2,58 sekundy przegrali z osadą Nowej Zelandii, a o 0,84 sekundy wyprzedzili osadę Szwajcarii. Był to jego jedyny start olimpijski.
Zdobył również brązowy medal w dwójkach bez sternika na mistrzostwach świata w Bledzie (1966).
Dwukrotnie zdobywał tytuł mistrza kraju: w dwójkach bez sternika w 1966 i w czwórkach ze sternikiem w 1969. Z zawodu był cieślą. Następnie kończył studia inżynierskie i pracował w nadzorze budowlanym.